# فيروس كورونا بيتا
الفيروسات التاجية (كورونا) هي عائلة من الفيروسات المعروفة لِاحتوائها على سلالات تسبِّب أمراضًا قاتلة محتملة للثدييات والطيور وبين البشر تنتشر عبر قطرات من السوائل المحمولة جوًا يُنتجها الأفراد المصابون.
الأنواع المعروفة منها أربعة تسمى ألفا وبيتا وجاما ودلتا والأولى والثانية تصيب فقط الثدييات من الخفافيش والخنازير والقطط والبشر، والثالث يُصيب الطيور مثل الدواجن، بينما الرابع يُصيب الطيور والثدييات على حد سواء.
وقد وصفَه العلماء الذين أطلقوا عليه اسمه لأول مرة في الستينيات ؛نُظرًا لتاج البروتينات السُكريّة التي تنبثق من الغلاف المُحيط بجزيء الفيروس.